# 신유정변
신유정변(중국어 간체자: 辛酉政变, 정체자: 辛酉政變, 병음: Xīn yǒu zhèngbiàn)은 1861년 함풍제가 사망한 후 서태후(西太后)와 공친왕(恭親王) 혁흔(奕訢)이 주도하는 북경파(北京派)가 열하파(熱河派)의 중심 세력인 보정팔대신(輔政八大臣)들을 제거하고 정권을 장악한 쿠데타를 말한다. 쿠데타에 성공한 서태후는 이후 40년간 실권을 장악한 후 국정 전반을 주도하였다.

## 배경
태평천국의 난이 발발한 와중 1856년에 제2차 아편전쟁이 벌어지면서 함풍제를 비롯한 황족 대부분은 만리장성 너머 열하(熱河)로 피신했다. 황제의 동생인 공친왕(恭親王)만이 홀로 북경에 남아 사태를 수습하였다. 1861년에 베이징 조약을 체결한후 서양 군대가 물러갔으나 함풍제는 중병을 얻어 북경으로 돌아가지 못했다. 죽음을 직감한 함풍제는 자신의 사후에 권세욕이 아주 강한 서태후(西太后)가 정권을 장악하지 못하게 어린 동치제를 보필할 책임을 협판대학사 겸 상서인 숙순(肅順) 등 8명의 대신들에게 맡겼다. 동치제의 보정팔대신을 고명팔대신이라고 하며, 그 명단은 다음과 같다.
- 호쇼이 우룬 친왕 애신각라 재원(愛新覺羅 載垣, 만주명 아이신기오로 자이유완 Aisin Gioro Dzai Yūwan)
- 호쇼이 우전 친왕 애신각라 단화(愛新覺羅 端華, 만주명 아이신기오로 두완후와 Aisin Gioro Duwanhūwa)
- 협판대학사(協辦大學士) 겸 호부상서(戶部尙書) 애신각라 숙순(愛新覺羅肅順, 만주명 아이신기오로 수슌 Aisin Gioro Sušūn)
- 부마도위(駙馬都尉) 푸차 징쇼
- 군기대신 겸 병부상서 토호로 모인
- 이부좌시랑 광원
- 예부우시랑 두한
- 태부사소경 초우영

## 쿠데타
서태후는 이들 팔대신의 필두인 숙순(肅順)과 사이가 좋지 않았고, 곧 권력다툼을 시작한다. 서태후는 자기보다 궁중 서열이 높은 동태후와 함풍제의 여섯째 남동생 공친왕, 일곱째 남동생 호쇼이 굴루 친왕 애신각라 혁현(愛新覺羅 奕譞, 만주명 아이신기오로 이후완 Aisin Gioro I-Huwan)을 포섭한다. 공친왕은 9월 5일 열하로 달려와 상가에 조문을 했고, 이때부터 서태후와 쿠데타에 대한 교감을 나누었다.
9월 14일, 산동도감찰어사 동원순이 양 태후가 수렴청정을 하라는 상소를 올렸다. 보정팔대신은 청나라에는 수렴청정 제도가 없다고 기각했고, 양 태후측과 팔대신 측은 격렬히 대립했다. 10월 26일, 황실이 북경으로 복귀하기 시작했다. 자이유완과 두완후와는 양 태후와 함께 황제를 모시고 선발대로 출발하고, 숙순(肅順)은 함풍제의 운구를 호종하여 하루 늦게 후발대로 따라갔다. 선발대가 북경에 도착하자 공친왕이 즉시 쿠데타를 일으켰다. 11월 2일, 양 태후와 황제는 보정대신들보다 먼저 자금성에 입궁하고, 뒤늦게 입궁한 자이유완과 두완후아는 입궁하자마자 쿠데타군에게 체포된다. 북경 북동쪽 밀운까지 왔던 숙순(肅順)은 거기서 체포되었다.
11월 3일, 쿠데타 세력은 구왈기야 쿠일량 등 5인을 군기대신에 임명하여 의정처와 군기처를 장악했다. 공친왕은 의정왕(도르곤의 섭정왕보다는 격이 낮음)이 되었다. 11월 8일, 자이유완과 두완후와는 자살당하고 숙순(肅順)은 참수되었다. 나머지 다섯 보정대신은 실각 선에서 처벌이 그쳤다. 11월 11일, 황제가 즉위식을 올리고 보정팔대신이 올렸던 연호 "기상(祺祥)"을 폐하고 이듬해인 1862년을 동치 원년으로 선포했다. 이로써 재순(載淳)은 동치제로 즉위하고, 서태후는 청나라 역사에 전무후무한 수렴청정 실권자가 되었다.